# Hiawassee
Hiawassee es un pueblo ubicado en el condado de Towns en el estado estadounidense de Georgia. En el censo de 2000, su población era de 808.

## Demografía
En el 2000 la renta per cápita promedia del hogar era de $26,615, y el ingreso promedio para una familia era de $31,458. El ingreso per cápita para la localidad era de $19,957. Los hombres tenían un ingreso per cápita de $28,929 contra $22,917 para las mujeres.

## Geografía
Hiawassee se encuentra ubicado en las coordenadas 34°56′58″N 83°45′18″O / 34.94944, -83.75500 (34.949428, -83.755078).
Según la Oficina del Censo, la localidad tiene un área total de 5,6 km² (2,2 mi²), de la cual 4,4 km² (1,7 mi²) es tierra y 1,2 km² (0 mi²) (33.00%) es agua.